# Kirk Van Houten
Kirk Van Houten er Milhouse Van Houtens far i The Simpsons. Han er tidligere gift med Luann Van Houten.
Hans stemme er indtalt af Hank Azaria.

## Historie
Under en sammenkomst mellem venner hos Marge og Homer, er der spændinger mellem Kirk og Luann hele aftenen. Under en Tegn & Gæt-leg forsøger Kirk at tegne "stolthed," og da Luann ikke kan gætte hvad han har tegnet, siger han: "Det er klart jeg ikke kan tegne stolthed, for jeg mistede den da jeg giftede mig med dig!" Det fører til deres skilsmisse, og Kirk flytter til et hjem for singlemænd. Her forsøger han at vinde Luann tilbage med sangen "Can I Borrow A Feeling?", men Luann synes ikke om den, og de forbliver skilt.